# Monticello (Utah)
Monticello és una població dels Estats Units a l'estat de Utah. Segons el cens del 2000 tenia 1.958 habitants.

## Demografia
Segons el cens del 2000, Monticello tenia 1.958 habitants, 606 habitatges, i 467 famílies. La densitat de població era de 291,9 habitants per km².
Dels 606 habitatges en un 41,9% hi vivien nens de menys de 18 anys, en un 69% hi vivien parelles casades, en un 5,8% dones solteres, i en un 22,8% no eren unitats familiars. En el 20,8% dels habitatges hi vivien persones soles el 9,4% de les quals corresponia a persones de 65 anys o més que vivien soles. El nombre mitjà de persones vivint en cada habitatge era de 3,09 i el nombre mitjà de persones que vivien en cada família era de 3,65.
Per edats la població es repartia de la següent manera: un 36,5% tenia menys de 18 anys, un 7,6% entre 18 i 24, un 25,7% entre 25 i 44, un 17,9% de 45 a 60 i un 12,3% 65 anys o més.
L'edat mediana era de 30 anys. Per cada 100 dones de 18 o més anys hi havia 108,7 homes.
La renda mediana per habitatge era de 35.929 $ i la renda mediana per família de 42.115 $. Els homes tenien una renda mediana de 31.000 $ mentre que les dones 21.875 $. La renda per capita de la població era de 14.033 $. Entorn del 6,7% de les famílies i el 8,2% de la població estaven per davall del llindar de pobresa.

## Poblacions més properes
El següent diagrama mostra les poblacions més properes.